# Neilonella hampsoni
Neilonella hampsoni is een tweekleppigensoort uit de familie van de Neilonellidae. De wetenschappelijke naam van de soort is voor het eerst geldig gepubliceerd in 1996 door Allen & Sanders.